# Мігер (Британська Колумбія)
Гора Мігер (також відома як Каседрал або мовою ліл. Q̓welq̓welústen) — гора в Тихоокеанському хребті Берегового хребта у Британській Колумбії, Канада. Вона є другою за висотою вершиною масиву Маунт-Мігер, групи консолідованих стратовулканів у вулканічному поясі Гарібальді.
У 2010 році на горі Мігер відбувся зсув. 6 серпня південна 2554-ва вершина Мігера обвалилася внаслідок серії великих каменепадів. Каменепади перетворилися на великий сміттєвий потік, який перекрив Мігер-Крік приблизно на один день. Зсувна дамба була близько 30 м висотою і занурена під воду в тимчасовому озері приблизно на 4 км завдовжки. Уламковий потік також перетнув річку Лілует вниз за течією та знищив лісову дорогу на протилежному березі річки Лілует. Екстрені служби, побоюючись раптового провалу дамби на Мігер-Крік, мали направити жителів на заплаву річки Лілует, у селі Пембертон 55 км вниз за течією та в громаді Ліл'ват на горі Керрі, щоб евакуювати територію. 